# 富田近行
富田 近行（とみだ ちかゆき）は、鎌倉時代の武蔵国児玉党（現在の埼玉県本庄市富田出身）の武士。児玉党系富田氏の3代目。通称は小太郎。
富田小太郎近行は、児玉党系富田氏の2代目である富田太郎近重の嫡男として生まれた児玉党の武士である（祖父は富田三郎近家）。生まれは児玉郡富田村の富田氏館（現在の西富田堀の内）と考えられる。子に富田親氏。
承久3年（1221年）の承久の乱で父近重と共に鎌倉幕府（北条泰時）軍に従い、宇治川の合戦で敵を1人討ち取る功績を挙げたと『吾妻鏡』に記載されている。
祖父近家は和田合戦（1213年）の際に和田氏側に味方し、北条氏側と戦って捕らえられたが、その怪力＝力芸を将軍家にみせたところ、その罪を許され、所領を与えられた。これに深い恩義を感じた児玉党系富田氏は、以降、忠義を尽くす事となる。